# Уиллингем, Кен
Чарльз Ке́ннет Уи́ллингем (англ. Charles Kenneth Willingham; 1 декабря 1912, Шеффилд — 30 мая 1975, там же), более известный как Кен Уиллингем (англ. Ken Willingham) — английский футболист, правый хавбек. Выступал за клубы «Хаддерсфилд Таун», «Сандерленд», «Лидс Юнайтед», а также за национальную сборную Англии.

## Клубная карьера
Уроженец Шеффилда, Кен играл в футбол за местные школьные команды, включая школьную сборную Йоркшира, а также за «Экслфилд». Был чемпионом Йоркшира по бегу на дистанцию в полмили (около 800 метров). С 1928 по 1930 год играл за клуб «Уорксоп Таун» в Лиге Мидленда. В ноябре 1930 года стал игроком клуба «Хаддерсфилд Таун», а год спустя подписал свой первый профессиональный контракт. 14 декабря 1935 года забил гол в ворота «Сандерленда» на 10-й секунде матча. По состоянию на 2013 год этот гол являлся самым быстрым голом, забитым игроком «Хаддерсфилд Таун» в официальных матчах. В сезоне 1937/38 помог команде дойти до финала Кубка Англии — первого транслируемого по телевидению. В той игре «Хаддерсфилд Таун» с минимальным счётом уступил клубу «Престон Норт Энд» благодаря голу, забитому Джорджем Матчем в дополнительное время. Уиллингем выступал за «терьеров» до 1945 года, сыграв в общей сложности 270 матчей и забив 5 голов (в лиге — 247 матчей и 4 гола). 
В декабре 1945 года стал игроком «Сандерленда». Провёл за команду 20 официальных матчей.
3 марта 1947 года перешёл в «Лидс Юнайтед». Выступал за команду до конца сезона 1947/48, сыграв в общей сложности 36 официальных матчей. В мае 1948 года объявил о завершении карьеры.

## Карьера в сборной
20 мая 1937 года дебютировал за сборную Англии в товарищеском матче против сборной Финляндии, отметившись в этой игре забитым мячом.
Всего провёл за сборную 12 матчей.
Также провёл 3 матча за сборную Англии военного времени и 6 матчей за сборную Футбольной лиги. Выступал за сборную Англии по шинти.

### Список матчей за сборную Англии
| №  | Дата            | Стадион                               | Соперник              | Результат | Голы Уиллингема | Турнир                     |
| -- | --------------- | ------------------------------------- | --------------------- | --------- | --------------- | -------------------------- |
| 1  | 20 мая 1937     | «Тёёлён Паллокенття», Хельсинки       | Финляндия             | 8:0       | 75′             | Товарищеский матч          |
| 2  | 9 апреля 1938   | «Уэмбли», Лондон                      | Шотландия             | 0:1       |                 | Домашний чемпионат 1937/38 |
| 3  | 14 мая 1938     | «Олимпийский», Берлин                 | Германия              | 6:3       |                 | Товарищеский матч          |
| 4  | 21 мая 1938     | «Хардтурм», Цюрих                     | Швейцария             | 1:2       |                 | Товарищеский матч          |
| 5  | 26 мая 1938     | «Коломб», Париж                       | Франция               | 4:2       |                 | Товарищеский матч          |
| 6  | 22 октября 1938 | «Ниниан Парк», Кардифф                | Уэльс                 | 2:4       |                 | Домашний чемпионат 1938/39 |
| 7  | 26 октября 1938 | «Хайбери», Лондон                     | Сборная Европы (УЕФА) | 3:0       |                 | Товарищеский матч          |
| 8  | 9 ноября 1938   | «Сент-Джеймс Парк», Ньюкасл-апон-Тайн | Норвегия              | 4:0       |                 | Товарищеский матч          |
| 9  | 16 ноября 1938  | «Олд Траффорд», Манчестер             | Ирландия              | 7:0       |                 | Домашний чемпионат 1938/39 |
| 10 | 15 апреля 1939  | «Хэмпден Парк», Глазго                | Шотландия             | 2:1       |                 | Домашний чемпионат 1938/39 |
| 11 | 13 мая 1939     | «Сан-Сиро», Милан                     | Италия                | 2:2       |                 | Товарищеский матч          |
| 11 | 18 мая 1939     | «БСК», Белград                        | Югославия             | 1:2       |                 | Товарищеский матч          |

Итого: 12 матчей / 1 гол; 7 побед, 1 ничья, 4 поражения

## Достижения
«Хаддерсфилд Таун»
- Финалист Кубка Англии: 1938

Сборная Англии
- Победитель Домашнего чемпионата: 1937/38, 1938/39 (разделённая победа)

## После завершения карьеры игрока
Работал в тренерском штабе клубов «Лидс Юнайтед» и «Галифакс Таун». Также управлял пабом Hopewell Inn в Лидсе.